# Dor Firn-i-Guinar
Dor Firn-i-Guinar (Nederlands: Land van de doden die leven) is een fictieve plaats die voorkomt in De Silmarillion van J.R.R. Tolkien.
Nadat Beren aan het einde van zijn queeste rond de Silmaril in de kroon van Morgoth werd gedood door de wolf Carcharoth, gaf zijn geliefde Lúthien haar eigen elfse onsterfelijkheid op. In ruil daarvoor verleende Eru Beren de gunst een tweede maal zijn sterfelijk te leven te mogen leiden, aan de zijde van de daardoor eveneens sterfelijke Lúthien.
Ze trokken zich terug op het groene eiland Tol Galen in Ossiriand, dat daardoor Firn-i-Guinar werd genoemd, het land van de doden die leven.
Geen mens zag Beren of Lúthien ooit terug, maar ze gingen vriendschappelijk om met de groene elfen van Ossiriand, die in de landen rond Tol Galen leefden. Nadat Thingol, Lúthiens vader, werd vermoord door dwergen, nam Beren het commando over een groep Groene Elfen en versloegen ze de dwergen. De Silmaril die de dwergen hadden gestolen van Thingol werd vanaf dat moment door Lúthien zelf bewaard en door de grote kracht ervan maakte ze Tol-Galen tot 'een afspiegeling van het land van de Valar'
De zoon van Beren en Lúthien, Díor, verliet Tol-Galen en werd, net als zijn grootvader Thingol, koning van Doriath. Na de dood van zijn ouders overhandigde een heer van de Groene Elfen hem de Silmaril van Lúthien. De zonen van Fëanor vielen Doriath aan, in een poging de Silmaril, die door hun vader was gemaakt, terug te winnen. Díor werd hierbij gedood.
Nadat Beren en Lúthien stierven bestond Dor Firn-i-Guinar niet langer, en werd het opnieuw Tol-Galen.